# 소울 이터 Not!
소울 이터 Not!(일본어: ソウルイーターノット!)은 오쿠보 아츠시가 쓰고 그린 일본의 만화이다. 이 만화는 주 시리즈인 "소울 이터"의 스핀오프 작이며, 만화 이벤트에 앞서서 나왔다. 스퀘어 에닉스의 월간 소년 간간 지에서 2011년 1월 12일부터 연재를 시작하였다. Bones가 제작한 텔레비전 애니메이션은 2014년 4월 8일부터 TV 도쿄에서 방영중에 있으며 북미에선 Funimation에서 동시 방영중이다.

## 스토리
어느 날 갑자기 할버드 무기 능력이 깨어난 여주인공 하루도리 츠구미는 자신 능력때문에 어쩔 수 없이 사신 무기 장인 전문 학교, 통칭 사무전에 입학을 하게 된다. 이곳에 학생인 동안에는 정의의 전사가 되기 위해 자신의 힘을 수련하는 EAT 클래스와 자신의 힘을 제대로 다루기를 원하는 NOT 클래스 중 한곳에 소속되어야 한다. NOT 클래스에 소속된 츠구미는 그곳에서 무기 장인이 되기를 원하는 타타네 메메와 아냐 헵번을 만나게 되고 둘 중 누구의 무기가 될 지 고민하게 된다. 그 후 서로 친구가된 츠구미, 메메, 아냐 셋은 서로를 의지하며 NOT 클래스에서 자신들의 능력을 배우며 함께 일상을 생활하게 된다.